# Hawaii State Legislature

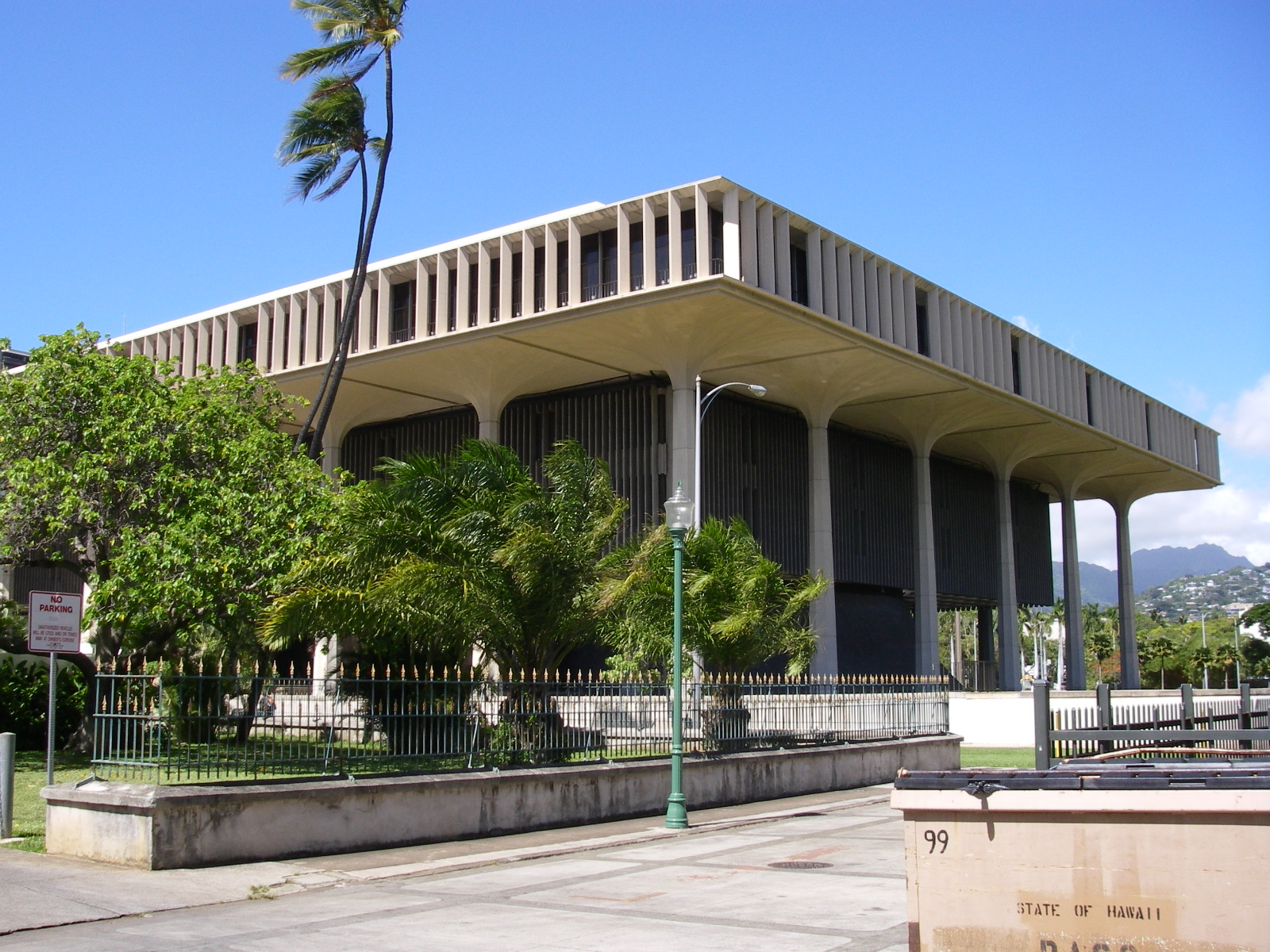
Die State Legislature tagt im Hawaii State Capitol

Die Hawaii State Legislature ist die State Legislature und damit die Legislative des US-Bundesstaats Hawaii und wurde durch die staatliche Verfassung 1950 geschaffen. Sie besteht aus dem Repräsentantenhaus von Hawaii, das als Unterhaus fungiert, sowie dem Senat von Hawaii als Oberhaus. Die State Legislature tagt im Hawaii State Capitol in Honolulu, das auch Sitz des Gouverneurs und seines Stellvertreters ist.
Das Repräsentantenhaus besteht aus 51 Mitgliedern, der Senat aus 25. Das Repräsentantenhaus wird für zwei Jahre gewählt. Die Amtszeit der Senatoren beträgt vier Jahre, jeweils die Hälfte des Senats wird gleichzeitig mit dem Repräsentantenhaus gewählt. Der Wahltag fällt mit dem des Bundeskongresses zusammen.
Wählbar sind Bewohner des entsprechenden Wahlbezirks, die seit mindestens drei Jahren in Hawaii leben. Das Mindestalter für beide Häuser beträgt 18 Jahre.
Die National Conference of State Legislatures (NCSL) ordnet die State Legislature von Hawaii als „full-time lite“ ein, also weitgehend als Vollzeitparlament, während viele State Legislatures Teilzeitparlamente sind. Mit einer Vergütung von 62.604 USD pro Jahr (2020) liegen die Abgeordneten im oberen Bereich der Staatsparlamentarier.